# يوجينة تاناكا
يوجينة تاناكا (بالإنجليزية: Eugenia Tanaka)‏ هي لاعبة كرة الريشة أسترالية، ولدت في 9 مارس 1987 في Kisaran ‏ في إندونيسيا.

## وصلات خارجية
- يوجينة تاناكا على موقع BWF.tournamentsoftware.com (الإنجليزية)
- يوجينة تاناكا على موقع BWFbadminton.com (الإنجليزية)
- يوجينة تاناكا على موقع أوليمبيديا (الإنجليزية)
- يوجينة تاناكا على موقع اللجنة الأولمبية الأسترالية (الإنجليزية)